# Herbert Aschwanden
Herbert Aschwanden (* 25. September 1933 in Wängi) ist ein Schweizer Arzt, Sachbuchautor und humanitärer Helfer.

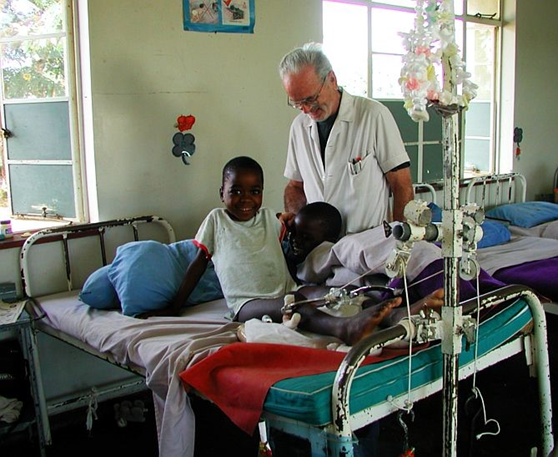
Aschwanden in Simbabwe (2010)

## Leben
Aschwanden absolvierte nach seiner Lehre als Filmdrucker (Siebdruck) ein Medizinstudium und erhielt seinen Abschluss mit Doktorat im Jahr 1961 in Zürich. Im selben Jahr heiratete er auch seine Frau Rita Aschwanden, mit der er 5 Kinder hat.
In den Jahren 1963 bis 1965 hielten sich Aschwanden und seine Frau in Südafrika auf. Aufgrund von politischen Differenzen mit dem Apartheidregime wanderte das Ehepaar nach Südrhodesien aus, dem heutigen Simbabwe, welches damals unter britischer Kolonialverwaltung stand.
Dort war Aschwanden sechs Jahre lang am Musiso-Missionsspital der SMB (Schweizerische Missionsgesellschaft Bethlehem) als Arzt tätig. Es folgte ein achtzehnjähriger Aufenthalt in Stein am Rhein, wo er während der schulischen Ausbildung seiner Kinder eine Praxis führte.
Im Jahr 1989 kehrte das Ehepaar nach Simbabwe zurück und Aschwanden arbeitete bis 2013 am Matibi- und Muvonde-Krankenhaus.
Seit 2013 lebt Aschwanden mit seiner Ehefrau wieder in der Schweiz.

## Tätigkeit als Autor
Während seiner Arbeit als Arzt in Simbabwe führte Aschwanden ethnologische Studien über die Symbolik der Karanga durch, einer Untergruppe der Shona. Mithilfe der örtlichen Krankenschwestern analysierte er die mündlich überlieferten Traditionen und Rituale seiner Patienten. Die daraus gewonnenen Erkenntnisse verarbeitete er in einer Trilogie bestehend aus den Büchern "Symbols of Life", "Symbols of Death" und "Karanga Mythology".
Der Ethnologe Walter Hirschberg schrieb 1977 über Aschwandens Werk „Es besteht kein Zweifel, dass die vorliegenden Darstellungen des Arztes und seiner Krankenschwestern theorienverhafteten Anthropologen, Soziologen, Psychologen und Psychoanalytikern westlicher Prägung zuweilen ein Dorn im Auge sein mögen, dem Ethnologen aber bieten sie so viele Anregungen, dass er manche Unklarheiten in der Anwendung religionsgeschichtlicher Termini und unnötige Wiederholungen gerne in Kauf nimmt.“
Die Analysen der Karanga-Symbolik führten ihn zu einer neuen Theorie des Unbewussten, welche sich stark von der klassischen Tiefenpsychologie distanziert und das Bewusstsein stärker in den Vordergrund rückt. Er fasste seine psychologischen Studien mit ethnologischem Hintergrund in seinen Büchern "In der Falle des Seins" und "Das Bewusstsein: Die Entwurzelung des Unbewussten in einer 'primitiven' Ethnie" zusammen.

## Hilfe für Simbabwe
Der im Jahr 1992 zur Unterstützung Aschwandens gegründete, spendenbasierte Verein "Hilfe für Simbabwe" legt seinen Fokus auf die Unterstützung von Aschwandens Muvonde-Krankenhaus und der dazugehörigen Versorgung von Waisenkindern. In einem Einzugsgebiet von über 200.000 Menschen versucht der Verein eine grundlegende medizinische Versorgung zu gewährleisten, Personal auszubilden und die Nahrungsversorgung zu sichern, da der größte Teil der Infrastruktur des von Armut, Hunger und Krankheiten geplagten Landes kollabiert ist.
In den ersten 25 Jahren des Bestehens konnten 65.000 Patienten hospitalisiert, 330.000 Menschen ambulant und 3270 Waisenkinder grundlegend versorgt werden.

## Publikationen
- Die zweigeteilte Schöpfung: Ein Höhenflug in die Quantenwelt des Bewusstseins und der Schöpfung. Deutscher Wissenschafts-Verlag (DWV), Baden-Baden 2022, ISBN 978-3-86888-182-0.
- Die drei Universen des Menschen: Die Symbolik der "Vermählung" des Bewusstseins mit der Schöpfung. Deutscher Wissenschafts-Verlag (DWV), Baden-Baden 2021, ISBN 978-3-86888-178-3.
- Armut und Reichtum des Lebens: Das Spinngewebe der Symbolik einer bewusstseinsanalytischen  Autobiografie. DWV, Kappelrodeck 2020, ISBN 978-3-86888-164-6.
- Das Bewusstsein: Die Entwurzelung des Unbewussten in der Bewusstseinsanalyse einer „primitiven“ Ethnie. DWV, Kappelrodeck 2020, ISBN 978-3-86888-157-8.
- In der Falle des Seins: Die Symbolwelt des Menschen und der Schöpfung. DWV, Kappelrodeck 2019, ISBN 978-3-86888-141-7.
- Vom Leben und Sterben des Bewusstseins. DWV, Kappelrodeck 2016, ISBN 978-3-86888-117-2.
- Der Schatten des Menschen: Vom Unsinn des Unbewussten. Liebig, Frauenfeld 2008, ISBN 978-3-9523417-9-7.
- Die Urstruktur der Schöpfung. Liebig, Frauenfeld 2007, ISBN 978-3-9523307-1-5.
- Schwarz und Weiß/Fluch oder Segen? Liebig, Frauenfeld 2007, ISBN 978-3-9523363-7-3.
- Symbole des Lebens: Bewusstseinsanalyse eines afrikanischen Volkes. Atlantis, Zürich 1976, ISBN 978-3-7611-0484-2.

Englisch:
- Symbols of death: an analysis of the consciousness of the Karanga. Mambo Press, Gweru (Simbabwe) 1987, ISBN 978-0-86922-390-1.
- Symbols of life: an analysis of the consciousness of the Karanga. Mambo Press, Gweru (Simbabwe) 1982, ISBN 978-0-86922-172-3.
- Karanga Mythology. Mambo Press, Simbabwe, 1979, ISBN 978-0-86922-450-2.

## Auszeichnungen
- 1994: Schaffhauser Preis für Entwicklungszusammenarbeit[12]
- 1999: The Zimbabwe Medical Association – MERIT AWARD